# Louis-Sébastien Lenormand

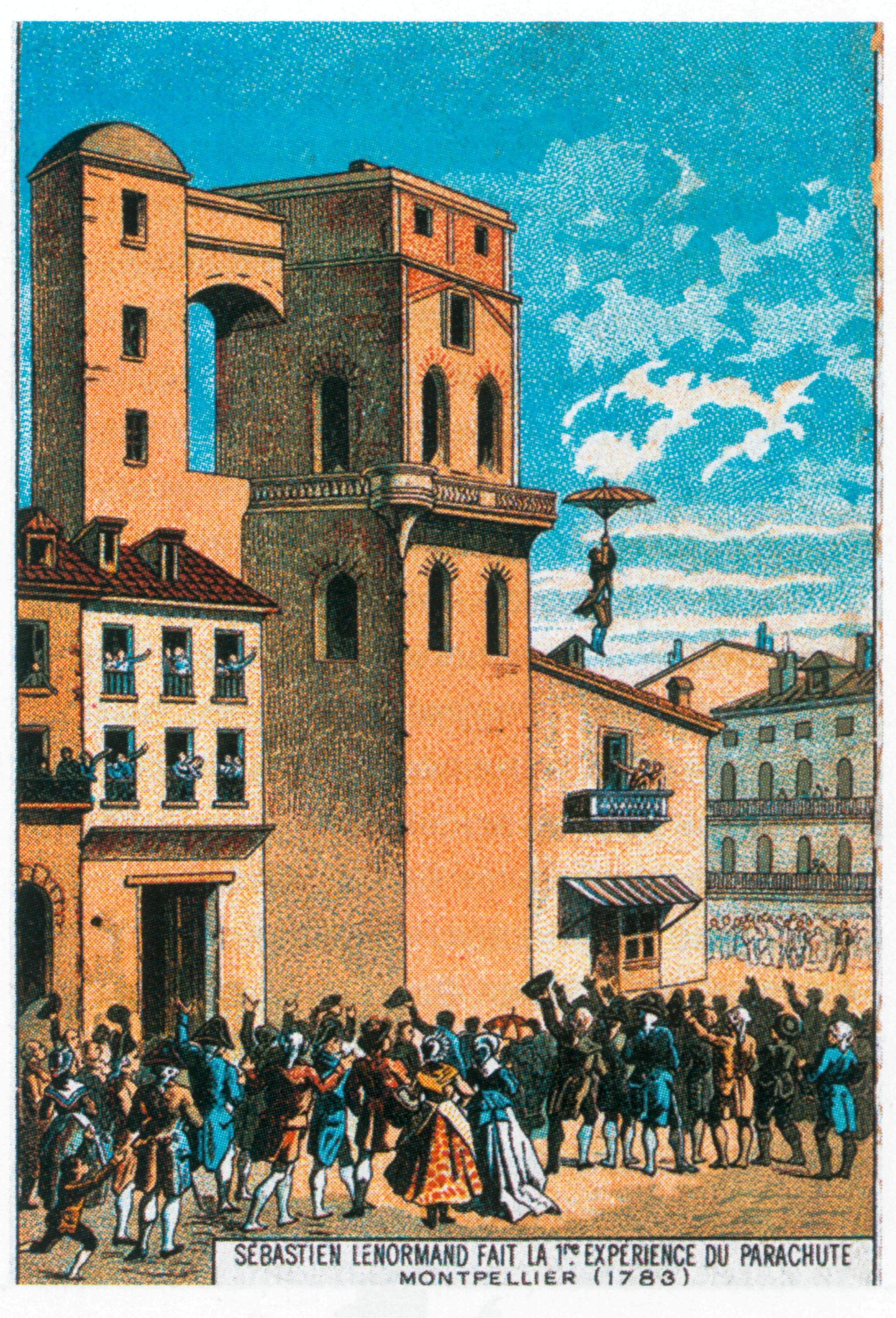
Lenormand springt mit seinem Fallschirm vom Turm des Observatoriums von Montpellier (1783). Abbildung aus dem späten 19. Jahrhundert.

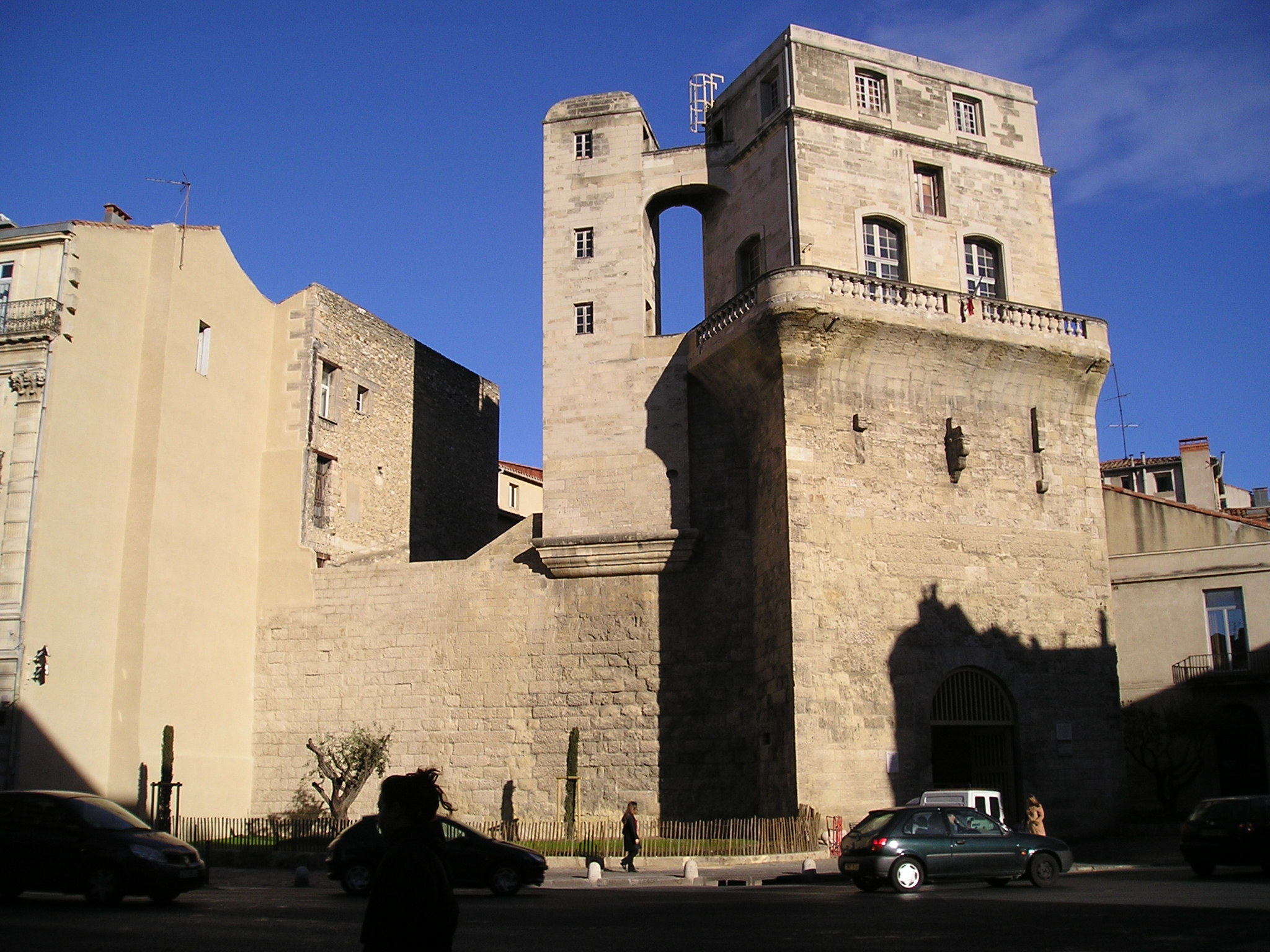
La Tour de la Babote im Jahr 2004. Der obere Teil wurde im 18. Jahrhundert erbaut, um dort das Observatorium einzurichten.

Louis-Sébastien Lenormand (* 25. Mai 1757 in Montpellier; † im Dezember 1837 in Castres) war ein französischer Physiker, Erfinder und Pionier des Fallschirmspringens. Er gilt neben seinem Landsmann André-Jacques Garnerin als einer der ersten Menschen, denen nachweislich ein Fallschirmsprung gelungen ist. Auch wird ihm die Prägung der für Fallschirme gebräuchlichen französischen Bezeichnung parachute zugeschrieben.

## Leben
Lenormand wurde 1757 in Montpellier als Sohn eines Uhrmachers geboren. 1775–80 studierte er in Paris bei Lavoisier und Berthollet Physik und Chemie und arbeitete danach im Betrieb seines Vaters. Gleichzeitig begann er, ein Fluggerät zur Rettung von Personen in brennenden Gebäuden zu entwickeln. Nach ersten Versuchen mit modifizierten Regenschirmen verfeinerte er seine Konstruktion und sprang 1783 unter Verwendung eines Fallschirmes mit steifem Rahmen und einer Spannweite von 14 Fuß (4,3 Meter) vom Turm des Observatoriums der Academie Royale des Sciences (Königliche Akademie der Wissenschaften) in Montpellier, wo er unverletzt landete.
Nach seinem erfolgreichen Fallschirmsprung widmete sich Lenormand der Wissenschaft und der Technologie. Er wurde Mönch in einem Kartäuserkloster in Castres, wo ihm die Weiterführung seiner Studien gestattet war. Während der Französischen Revolution trat er aus dem Kloster aus, heiratete und zog nach Albi, wo er in einer von seinem Schwiegervater gegründeten Schule ein Lehramt in Technologie annahm. Im Jahr 1803 zog er nach Paris. Zu dieser Zeit begann er seine publizistische Tätigkeit zu technischen Themen und meldete Patente für eine beträchtliche Anzahl von Erfindungen an. Eine von ihm entworfene Uhr wurde erfolgreich in der Pariser Oper installiert. 1830 kehrte er nach Castres zurück. Er ließ seine Ehe annullieren und lebte fortan als Bruder Chrysostom in der Kartause, wo er im Dezember 1837 verstarb.
1820 wurde er zum korrespondierenden Mitglied der Académie royale de Bruxelles gewählt.

## Schriften (Auswahl)
- Dictionnaire technologique, ou Nouveau dictionnaire universel des arts et métiers, et de l’économie industrielle et commerciale. 20 Bände. Thomine et Fortic, 1822–37
- Annales de l’industrie nationale et étrangère: ou, Mercure technologique. Bachelier, 1823
- Nouveau manuel complet du relieur, dans toutes ses parties: précédé des arts de l’assembleur, du satineur, de la plieuse, de la brocheuse, et suivi des arts du marbreur sur tranches, du doreur sur tranches et sur cuir. Roret, 1840